# Wataru Noguchi
Wataru Noguchi (野口 航 Noguchi Wataru?), född 18 januari 1996 i Oita prefektur, är en japansk fotbollsspelare.
Noguchi började sin karriär 2018 i Giravanz Kitakyushu.